# Potamyia aureipennis
Potamyia aureipennis är en nattsländeart som först beskrevs av Georg Ulmer 1930.  Potamyia aureipennis ingår i släktet Potamyia och familjen ryssjenattsländor. Inga underarter finns listade i Catalogue of Life.